# Claudia Bär

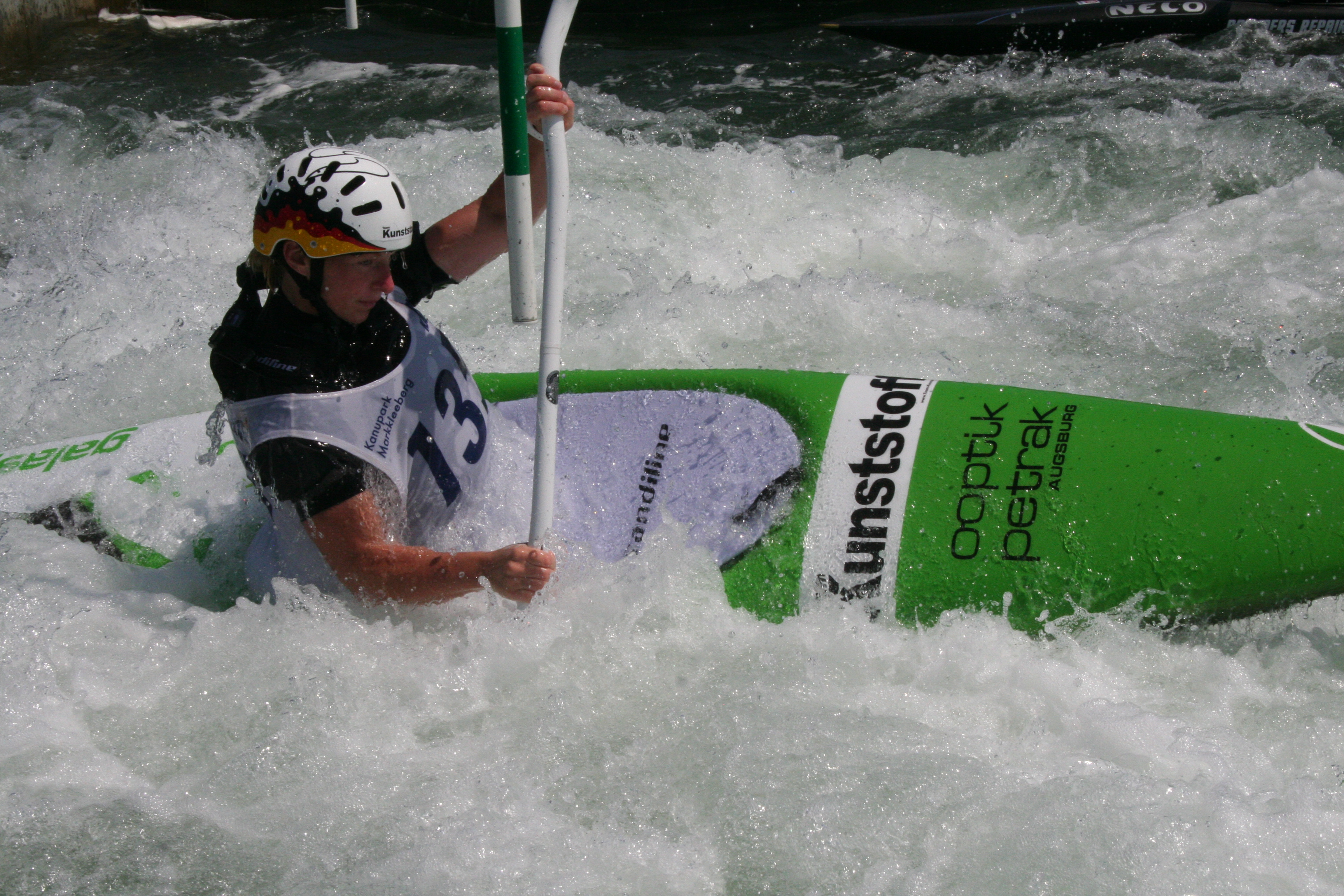
Claudia Bär (2011)

Claudia Bär (* 9. April 1980 in Augsburg; † 28. September 2015 in Ulm) war eine deutsche Kanutin. Bär fuhr in der Disziplin Kajak Damen im Kanuslalom.

## Leben
Geboren und aufgewachsen ist Bär in Augsburg und startete für die Kanu Schwaben Augsburg. Bär war Sportsoldatin bei der Bundeswehr. Ihren größten Erfolg feierte Bär als Europameisterin 2011 im Einer-Kajak in La Seu d’Urgell (Spanien).

### Privatleben
Claudia Bär lebte mit ihrem Freund, dem Kanuten Sideris Tasiadis, in Augsburg. Am 28. September 2015 starb sie im Alter von 35 Jahren im Universitätsklinikum Ulm an Leukämie. Sie wurde auf dem Friedhof in Kissing beigesetzt.

## Erfolge
2003
- Weltmeisterschaften: 2. Platz K1 (Mannschaft)

2005
- Europameisterschaften: 2. Platz K1 (Mannschaft)

2006
- Weltmeisterschaften: 3. Platz K1 (Mannschaft)

2008
- Europameisterschaften: 1. Platz K1 (Mannschaft)

2009
- Weltmeisterschaften: 3. Platz K1 (Mannschaft)

2011
- Europameisterschaften: 1. Platz K1 (Einzel)
- Weltmeisterschaften: 3. Platz K1 (Mannschaft)

2013
- Weltmeisterschaften: 2. Platz K1 (Mannschaft)